# L'Homme sans souffle
L'Homme sans souffle (Loss of Breath) est une nouvelle d'Edgar Allan Poe publiée pour la première fois en novembre 1832. Traduite en français par Émile Hennequin, elle fait partie du recueil Contes grotesques.

## Résumé
À une époque indéterminée, le narrateur perd son souffle lors d'une dispute avec sa femme. Face à cette situation extraordinaire, il découvre qu'il peut encore parler en utilisant une voix gutturale. Pour dissimuler son infirmité, il prétend être pris d'une passion soudaine pour le théâtre et déclame la tragédie Matamora.
Décidé à quitter la ville, il prend la diligence. Un incident avec les autres voyageurs, qui le croient mort, conduit à son expulsion du véhicule. Une série de mésaventures s'ensuit : il est confondu avec un criminel nommé W... et pendu à sa place. Ne pouvant mourir puisque déjà privé de souffle, il survit à la pendaison. On l'enterre dans un caveau public.
Dans le caveau, il rencontre M. Soufflassez, qui s'avère être en possession de son souffle perdu. Ce dernier l'avait "attrapé" lors d'une rencontre fortuite avec un certain De Blaterer. Après négociations, le narrateur récupère son souffle.